# Marcelle Duval
Marcelle Duval, nom de scène de Marie Veynant, née le 4 juin 1891 dans le 13e arrondissement de Paris, ville où elle est morte le 14 décembre 1974 en son domicile dans le 15e arrondissement, est une actrice française de théâtre et de cinéma.

## Biographie
Marcelle Duval était l'épouse du comédien Marcel Duval.

## Filmographie
- 1934 : La Dame aux camélias de Fernand Rivers
- 1935 : Dora Nelson de René Guissart : Arsinoé
- 1946 : Tant que je vivrai de Jacques de Baroncelli
- 1947 : Monsieur de Falindor de René Le Hénaff : Dame Hermance
- 1947 : Les Maris de Léontine de René Le Hénaff : Virginie
- 1953 : Une nuit à Megève de Raoul André : la belle-mère
- 1954 : Nuits andalouses de Maurice Cloche : la mère de Dominique
- 1962 : Snobs ! de Jean-Pierre Mocky